# Brandon Paul
Brandon Stephan Paul (ur. 30 kwietnia 1991 w Gurnee) – amerykański koszykarz występujący na pozycji rzucającego obrońcy, obecnie zawodnik Adelaide 36ers.
W 2009 został wybrany najlepszym zawodnikiem szkół średnich stanu Illinois (Illinois Mr. Basketball).
Przez wiele lat występował w letnich ligach NBA, reprezentując odpowiednio: Minnesotę Timberwolves (2013), Charlotte Hornets (2016), Philadelphia 76ers (2016), Dallas Mavericks (2017), Cleveland Cavaliers (2017).
31 lipca 2018 został zwolniony przez San Antonio Spurs. 28 grudnia związał się z chińskim Zhejiang Chouzhou.
6 lipca 2019 dołączył do greckiego Olympiakosu Pireus.
6 września 2020 po raz kolejny w karierze został zawodnikiem Zhejiang Chouzhou. 15 lutego 2021 zawarł umowę z australijskim Adelaide 36ers.

## Osiągnięcia
Stan na 16 lutego 2021, na podstawie, o ile nie zaznaczono inaczej.
NCAA
- Uczestnik II rundy turnieju NCAA (2011, 2013)
- MVP turnieju Maui Invitational (2013)
- Wybrany do:
  - I składu:
    - turnieju Maui Invitational (2013)
    - Academic All-Big Ten (2012, 2013)

  - III składu All-Big Ten (2012, 2013)
  - składu All-Big Ten Honorable Mention (2012)

Drużynowe
- Wicemistrz Rosji/VTB (2014)
- Finalista pucharu Turcji (2017)